# Sporting Clube de Portugal (košarka)
Košarkaška momčad sportskog društva Sporting Clube de Portugal iz Lisabona je bila osmerostruki prvak Portugala.

## Trofeji
Prvak Portugala:
- Pobjednik: 1953-54, 1955-56, 1959-60, 1968-69, 1975-76, 1977-78, 1980-81, 1981-82.

Kup Portugala
- Pobjednik: 1954-55, 1974-75, 1975-76, 1977-78, 1979-80.

## Vanjske poveznice
- Sporting Clube de Portugal
- sporting.pt